# Фьора
Фьо́ра (устар. Армента; итал. Fiora; лат. Armenta) — река в Италии, впадает в Тирренское море, протекает по территории регионов Тоскана и Лацио в средней части страны.
Длина реки составляет 80 км, площадь водосборного бассейна — 853 км².
Фьора начинается на высоте 646 м над уровнем моря c южных склонов горы Амиата (высотой 1734 м), в коммуне Санта-Фьора (провинция Гроссето). Генеральным направлением течения реки является юг, около устья поворачивает на юго-запад. Низовье в Маремме. Впадает в Тирренское море около западной окраины населённого пункта Монтальто-Марина в коммуне Монтальто-ди-Кастро (провинция Витербо).